# تشارلي ماجرى
تشارلي ماجرى (بالإنجليزية: Charlie Magri)‏ مواليد 20 يوليو 1956 في تونس، مملكة تونس، هو ملاكم بريطاني يصنف ضمن فئة وزن الذبابة. شارك في دورة الألعاب الأولمبية الصيفية سنة 1976.

## إحصائيات
خاض خلال مسيرته 35 نزالا، فاز في 30 ولم يتعادل وخسر في 5. فاز بالضربة القاضية في 23 نزالا.

## روابط خارجية
- تشارلي ماجرى على موقع بوكس ريك (الإنجليزية) (registration required)
- تشارلي ماجرى على موقع أوليمبيديا (الإنجليزية)